# MDR-Literaturpreis
Der MDR-Literaturpreis wurde von 1996 bis 2015 jährlich vom Mitteldeutschen Rundfunk vergeben. Verliehen wurden drei Jurypreise (5000 Euro/2000 Euro/1500 Euro) sowie ein mit 1000 Euro dotierter Publikumspreis.
1996 startete der MDR-Literaturwettbewerb mit 228 eingesandten Kurzgeschichten, 2011 beteiligten sich 2180 Schriftsteller aus ganz Deutschland und anderen Ländern.
Die bislang letzte Preisvergabe war im Jahr 2015. Zum zwanzigjährigen Jubiläum wurde der Preis ausgesetzt, um „den Wettbewerb zu überdenken und das Verfahren zu überarbeiten“.

## Preisträger
- 2015 1. Preis: Ronya Othmann; 2. Preis: Irina Kilimnik; 3. Preis: Anja Dolatta; Publikumspreis: Irina Kilimnik[4]
- 2014 1. Preis: Stefan Ferdinand Etgeton; 2. Preis: Sarah J. Ablett; 3. Preis: Kathrin Schmidt; Publikumspreis: Stefan Ferdinand Etgeton[5]
- 2013 1. Preis: Anja Kampmann; 2. Preis: Ferdinand Schmalz; 3. Preis: Verena Güntner; Publikumspreis: Peter Wawerzinek[6]
- 2012 1. Preis: Gianna Molinari; 2. Preis: Ursula Kirchenmayer; 3. Preis: Alina Herbing; Publikumspreis: Gianna Molinari[7]
- 2011 1. Preis: Matthias Nawrat; 2. Preis: Susanne Neuffer; 3. Preis: Jesse Falzoi; Publikumspreis: Simone Kanter[8]
- 2010 1. Preis: Leif Randt; 2. Preis: Florian Wacker; 3. Preis: Irma Krauß; Publikumspreis: Diana Feuerbach[9]
- 2009 1. Preis: Katharina Hartwell; 2. Preis: Andreas Stichmann; 3. Preis: Stefan Petermann; Publikumspreis: Stefan Petermann[10]
- 2008 1. Preis: Sudabeh Mohafez; 2. Preis: Bernd Hans Martens; 3. Preis: Ralf Eggers; Publikumspreis: Finn-Ole Heinrich
- 2007 1. Preis: Moritz Heger; 2. Preis: Margarita Fuchs; 3. Preis: Philip Meinhold; Publikumspreis: Moritz Heger
- 2006 1. Preis: Thomas Pletzinger; 2. Preis: Natalie Balkow; 3. Preis: Nils Mohl; Publikumspreis: Thomas Pletzinger[11]
- 2005 1. Preis: Silvio Huonder; 2. Preis: Martin Gülich; 3. Preis: Gunter Gerlach
- 2004 1. Preis: Bov Bjerg; 2. Preis: Jonas-Philipp Dallmann; 3. Preis: Martin Gülich; Publikumspreis: Bov Bjerg[12]
- 2003 1. Preis: Omar Saavedra Santis; 2. Preis: Clemens Meyer; 3. Preis: Nils Mohl
- 2002 1. Preis: Simone Gertz, 2. Preis: Ralf Eggers, 3. Preis: Christine Hoba
- 2001 1. Preis: Clemens Meyer
- 2000 1. Preis: Undine Materni
- 1999 1. Preis: Jörg Jacob
- 1998 1. Preis: Ulman Weiß
- 1997 1. Preis: Henner Kotte
- 1996 1. Preis: Renate Schröder